# Stadion Afula Illit
Stadion Afula Illit (hebr. איצטדיון עפולה עילית, Itztadion Afula Illit) – stadion w Izraelu, w mieście Afula. Powstał on w 2009 roku i należy do drużyny Hapoel Afula F.C.

## Historia
Nowy stadion miejski w Afuli został wybudowany w 2009 roku. Znajduje się on w dzielnicy Afula Illit przy dużym kompleksie sportowym Robert Russell Sports Center z salami sportowymi, basenem kąpielowym i kortami tenisowymi. Stadion od początku służył lokalnej drużynie piłkarskiej Hapoel Afula F.C. Gdy w 2013 roku drużyna awansowała do drugiej ligi Liga Leumit, okazało się, że stadion jest za mały. Z tego powodu Hapoel Afula gościnnie korzysta z Green Stadium w Nacerat Illit. Natomiast stadion w Afuli zaczął być rozbudowywany. W pierwszym etapie będzie mieścił 3 tys. osób, w drugim etapie 5 tys. osób, aby ostatecznie osiągnąć pojemność 14 tys. osób.

## Infrastruktura
Stadion posiada bogate zaplecze sportowe. Są to szatnie, sale treningowe, siłownie oraz klub. Zawodnicy często korzystają po treningach z sąsiedniego basenu.

## Transport
W bezpośrednim sąsiedztwie stadionu przebiega droga ekspresowa nr 65.